# Tanytarsus schineri
Tanytarsus schineri är en tvåvingeart som beskrevs av Maurice Emile Marie Goetghebuer 1931. Tanytarsus schineri ingår i släktet Tanytarsus och familjen fjädermyggor.
Artens utbredningsområde är Österrike. Inga underarter finns listade i Catalogue of Life.